# Mamadou Diawara
Pour les articles homonymes, voir Diawara.
Mamadou Diawara, né le 3 janvier 1949 à Koutiala, est un homme politique malien, ancien député.
Ingénieur en électrotechnique (option équipement) de formation, il a été :
- Directeur des approvisionnements à la Compagnie malienne pour le développement du textile (CMDT)[1]
- Conseiller municipal de la Commune VI (Bamako) (1992-1997)
- Député de l'Assemblée nationale (1997-2002)
- Premier secrétaire général adjoint de l'Union pour la république et la démocratie (URD)[2]

Il occupe le poste de 3e vice-président de l'URD.